# Talysh-Mughan Autonome Republiek
De Talysh-Mughan Autonome Republiek (Talysjisch: Толъш-Мъғонә Мохтарә Республикә, Tolış-Mığonə Muxtara Respublika), was een kortstondige autonome republiek in Azerbeidzjan die duurde van juni tot augustus 1993.
Ze was gelegen in het zuidoosten van Azerbeidzjan en bestond uit zeven administratieve districten van Azerbeidzjan rond de regionale hoofdstad Lənkəran: de steden Lənkəran en  Masallı, en de districten Lənkəran, Lerik, Astara, Yardımlı, Cəlilabad en Biləsuvar. Historisch gezien vormde dit gebied het kanaat Talysh en de Sovjetrepubliek Moegan. De vlag van de Talysh-Mughan Autonome Republiek was een verticale driekleur van rood, wit en groen met een gecentreerde rijzende zon boven de blauwe zee.

## Politieke onrust
De autonome republiek werd uitgeroepen te midden van politieke onrust in Azerbeidzjan. In juni 1993 brak onder leiding van kolonel Surət Hüseynov een militaire opstand uit tegen president Ebulfez Elçibəy. Kolonel Ələkrəm Hümbətov, een naaste medewerker van Hüseynov en leider van de Talysh-nationalisten, greep de macht in het zuidelijke deel van Azerbeidzjan en riep de nieuwe republiek in Lənkəran uit, hetgeen leidde tot een eskalatie van het geweld. Toen de situatie tot rust kwam en Hejdar Alijev in Azerbeidzjan aan de macht kwam, werd de Talysh-Mughan Autonome Republiek snel onderdrukt.
Toen naar schatting 10.000 demonstranten zich nabij zijn hoofdkwartier in de stad verzamelden om zijn afzetting te eisen moest Hümbətov Lənkəran ontvluchten. Hümbətov werd gearresteerd en kreeg aanvankelijk de doodstraf, die vervolgens werd omgezet in levenslange gevangenisstraf. In 2004 kreeg hij gratie en werd hij onder druk van de Raad van Europa vrijgelaten. Hij mocht naar de Europese Unie emigreren nadat hij publiekelijk had beloofd niet aan politiek te doen. Degenen die betrokken waren bij het uitroepen van de autonomie zeiden echter dat ze de autonome republiek altijd als een bestanddeel van Azerbeidzjan hadden overwogen.

## Etnische status
Volgens sommigen voert de Azerbeidzjaanse regering een beleid van krachtige integratie van sommige minderheden, waaronder Talysh, Taten, Koerden en Lezgiërs. Een resolutie van de Raad van Europa uit 2004 prees Azerbeidzjan echter om haar inspanningen:
In Azerbeidzjan wordt het belang van de bescherming en promotie van culturen van nationale minderheden erkend en wordt de lange geschiedenis van culturele diversiteit van het land grotendeels gewaardeerd.
De International Federation for the Protection of the Rights of Ethnic, Religious, Linguistic and Other Minorities (IFPRERLOM) deed een beroep op de Mensenrechtencommissie van de Verenigde Naties om een resolutie aan te nemen, waarin Azerbeidzjan wordt opgeroepen om het behoud van de culturele, religieuze en nationale identiteit van de Talysj te garanderen in het licht van herhaalde claims van repressie.